# Karakalpakstan
Ne pas confondre avec le caracal et le Pakistan

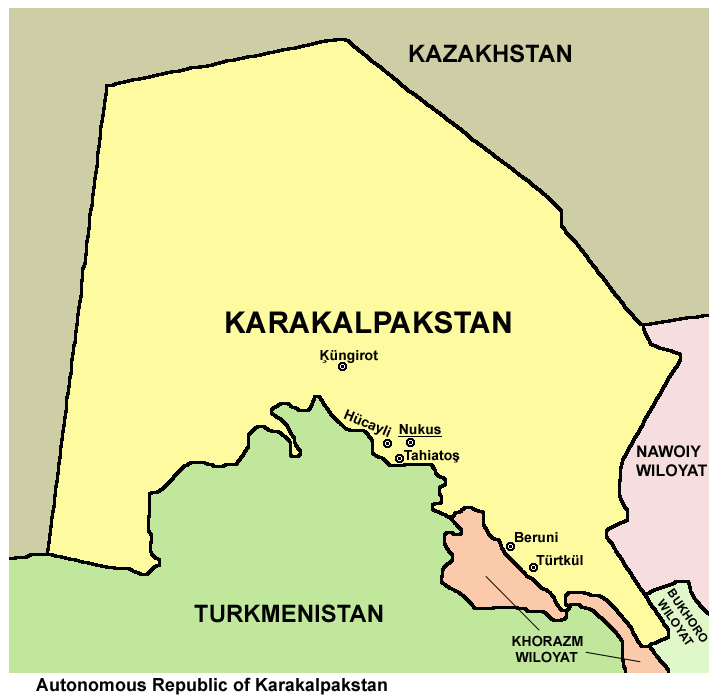

Le Karakalpakstan (en karakalpak Qaraqalpaqstan / Қарақалпақстан; en ouzbek Qoraqalpog'iston), officiellement la République du Karakalpakstan (en karakalpak Qaraqalpaqstan Respublikası / Қарақалпақстан Республикасы; en ouzbek Qoraqalpog‘iston Respublikasi), anciennement connue sous les noms de République autonome des Karakalpaks ou Karakalpakie créée en 1932 sous l'époque soviétique, est une région administrative d'Ouzbékistan, la seule à avoir le statut de République socialiste soviétique autonome. Sa capitale est Nõkis en karakalpak (Noukous en français). Les langues karakalpake et ouzbèke sont co-officielles.

## Histoire
Pendant près d'un millénaire, de 500 av. J.-C. à 500 apr. J.-C., la région qui aujourd'hui est connue sous le nom de Karakalpakstan était une zone agricole qui tirait sa fertilité de l'irrigation intensive offerte par la mer d'Aral. Stratégiquement central, ce territoire était contesté par les seigneurs locaux comme le prouvent la présence de plus de 50 forteresses construites à travers les siècles parsemée à travers toute la région. Les premiers écrits étrangers relatant la présence des Karakalpaks, peuple nomade d'éleveurs-pêcheurs datent du XVIe siècle. Son incorporation à l'Empire russe date de 1873, année à laquelle la région fut cédée par le khanat de Khiva au tsar. Durant l'époque soviétique, la région jouissait d'une certaine autonomie jusqu'en 1936 lorsqu'elle fut placée sous le contrôle de la république d'Ouzbékistan. Le territoire connut une forte période de prospérité jusque dans les années 1960, après quoi le recul de la mer d'Aral causa un appauvrissement général de la population qui tirait notamment sa richesse de l'exploitation des eaux. Aujourd'hui, le Karakalpakstan est l'une des régions les plus pauvres de l'Ouzbékistan et souffre de nombreuses épidémies infectieuses ainsi que de fréquentes sécheresses.

## Démographie
La population de Karakalpakie est estimée à 1,8 million d'habitants, dont 400 000 font partie de l'ethnie karakalpake, 400 000 de l'ethnie ouzbèke et 300 000 de l'ethnie kazakhe. Les Karakalpaks étaient autrefois des bergers et pêcheurs nomades, et ont été pour la première fois mentionnés au XVIe siècle. Leur nom signifie chapeau noir. La langue karakalpake est considérée comme étant plus proche des langues kazakhe et noghaï . La langue s'écrivait dans un alphabet cyrillique modifié lors de l'époque soviétique. Elle s'écrit désormais en principe avec l'alphabet latin, le cyrillique étant toujours usité.
Mise à part la capitale, Nõkis, les autres grandes villes sont Xojeli, un site important de ruines khorezmiennes, Shimbay et Moynaq (aussi écrite Muynak), un ancien port sur la mer d'Aral qui s'en trouve aujourd'hui éloigné de plusieurs kilomètres.

## Économie
L'économie de la région, autrefois hautement dépendante de la pêche, est maintenant principalement tournée vers le coton, le riz et le melon. L'énergie hydroélectrique d'une grande centrale construite par les soviétiques sur l'Amou Darya est également une source importante de revenus.
Le delta de l'Amou Darya était autrefois densément peuplé, et on y trouvait une agriculture basée sur un système d'irrigation extensif depuis des millénaires. À l'époque des Khorezm, la région disposait d'une puissance et d'une prospérité importantes. Cependant, les changements climatiques progressifs et le désastre écologique de la mer d'Aral à la fin du XXe siècle ont anéanti la Karakalpakie. Les anciens oasis, rivières, lacs, marais, forêts et fermes se sont asséchés, stérilisés par le sel porté par le vent depuis l'ancien lit de la mer d'Aral. Les températures estivales ont augmenté de plus de 10 °C tandis que celles hivernales ont baissé d'autant, entraînant une hausse considérable des problèmes sanitaires en général et respiratoires en particulier.

## Politique
La région est hôte de plusieurs mouvements demandant le détachement du Karakalpakstan du reste du pays. Les scénarios envisagés par ses groupes incluent l'indépendance, mais aussi le rattachement au Kazakhstan ou à la Russie.
Au début du mois de juillet 2022, des troubles ont opposé des manifestants anti-gouvernementaux et les forces de sécurité dans le nord-ouest du pays. Dix-huit personnes sont mortes à Noukous. Le déroulement des évènements reste flou, les autorités ayant censuré les médias. L'état d'urgence a été décrété pour une période d'un mois. La foule des manifestants voulait dénoncer un projet de réforme réduisant l'autonomie du Karakalpakstan au sein de l'Ouzbékistan.

## Tourisme

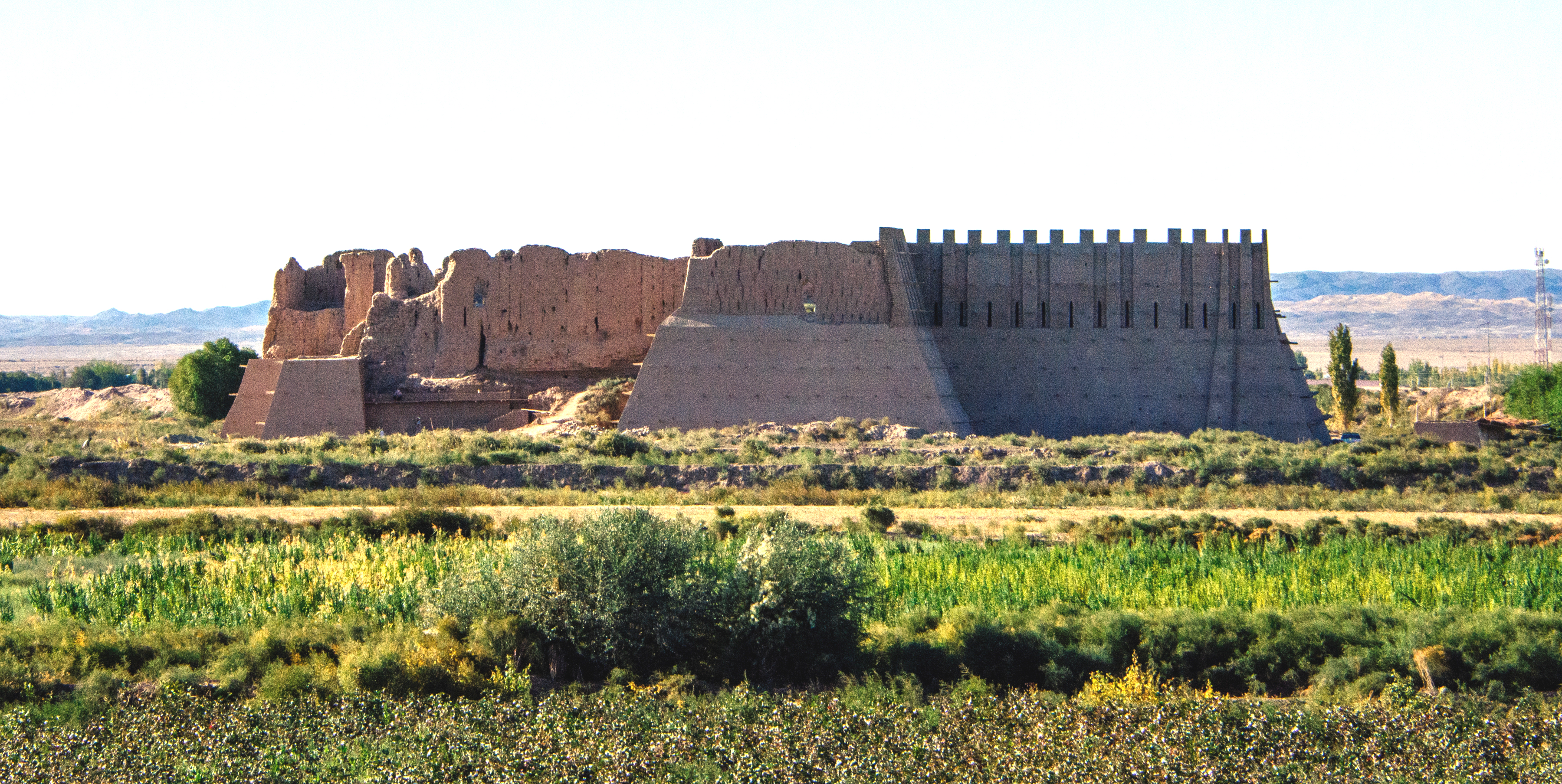
Ancienne forteresse de Kyzyl-Kala (Ier-IVe siècle apr. J.-C.), en cours de restauration (2018).

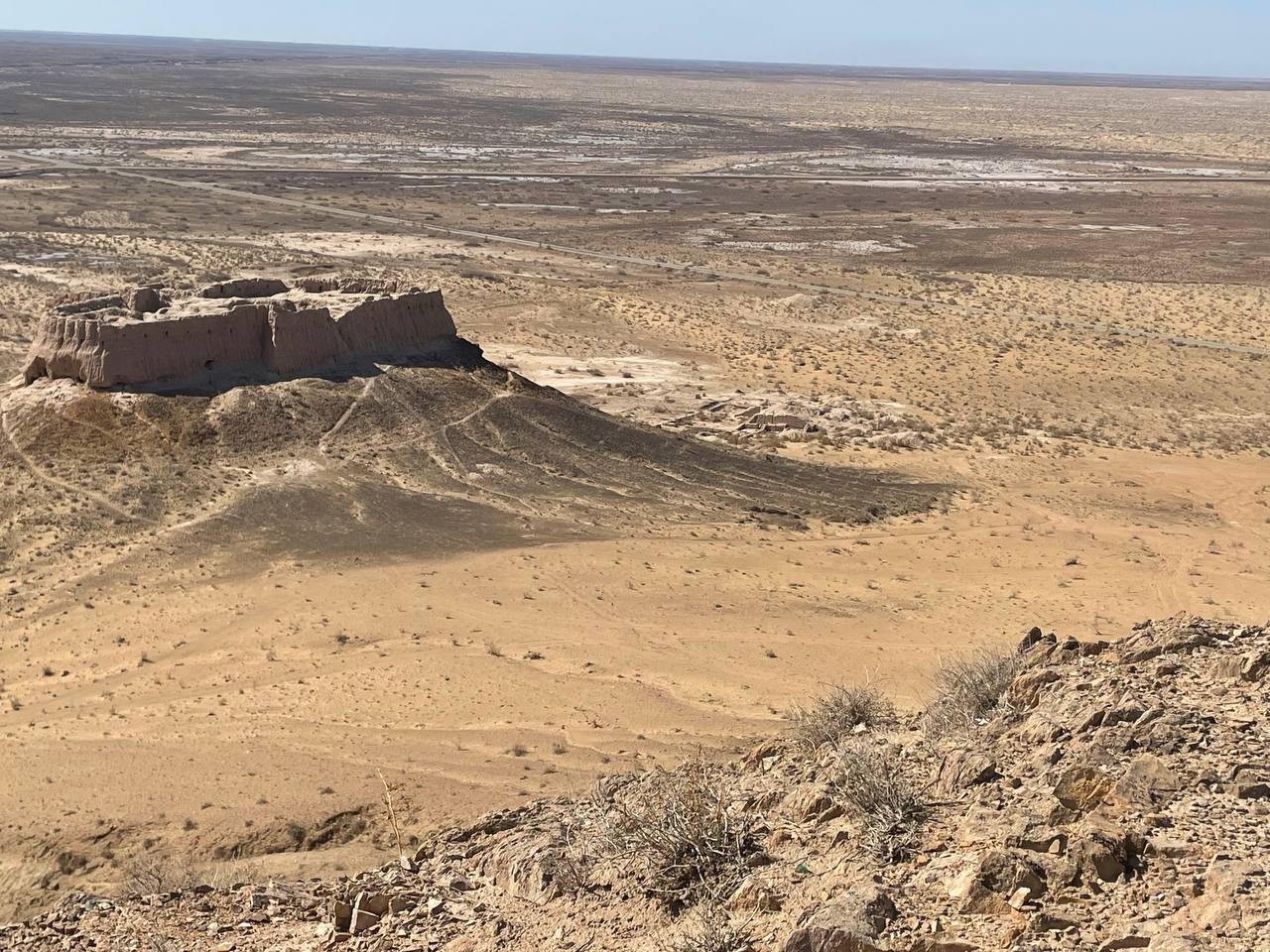
Vue aérienne des vestiges de la tour du silence de Chilpik.

### Karakalpakstan

#### Président
| Nom                  | de              | à               |
| -------------------- | --------------- | --------------- |
| Dauletbay Shamshetov | Novembre 1991   | Juin 1992       |
| Ubbiniyaz Ashirbekov | Juin 1992       | 17 juillet 1997 |
| Timur Kamalov        | 17 juillet 1997 | 3 mai 2002      |
| Musa Yerniyazov      | 3 mai 2002      | 31 juillet 2020 |
| Murat Kamalov        | 2 octobre 2020  | actuel          |

#### Président du Conseil des ministres
| Nom                     | de              | à               |
| ----------------------- | --------------- | --------------- |
| Amin Tagiyev            | 1991            | Janvier 1992    |
| Rajabboy Yo'ldoshev     | Janvier 1992    | 1995            |
| Bahrom Jumaniyozov      | Février 1995    | Décembre 1995   |
| Saparbay Avezov         | Décembre 1995   | Octobre 1998    |
| Amin Tagiyev            | Octobre 1998    | 7 octobre 2002  |
| Tursinbay Tanirbergenov | 7 octobre 2002  | 3 mars 2006     |
| Baxadir Yangibayev      | 3 mars 2006     | 14 octobre 2016 |
| Qahramon Sariyev        | 14 octobre 2016 | actuel          |